# Sicyodes viridescens
Sicyodes viridescens là một loài bướm đêm trong họ Geometridae.